# Wereldkampioenschappen schaatsen junioren 2010
De Wereldkampioenschappen schaatsen junioren 2010 vonden plaats van 12 tot en met 14 maart in de schaatshal Krylatskoje te Moskou, Rusland. Dit was de 39e editie van het WK voor junioren en werd zowel voor jongens als voor meisjes georganiseerd.
Naast de allroundtitels voor jongens en meisjes en de wereldtitels voor landenteams in de ploegachtervolging waren er dit jaar voor de tweede keer wereldtitels op de afstanden te verdienen. De jongens streden voor de titel op de 2×500, 1000, 1500, 5000 meter en de meisjes streden voor de titel op de 2× 500, 1000, 1500, en 3000 meter.
| Programma                                                             | Programma                                                                           | Programma                                                                                  |
| vrijdag 12 maart                                                      | zaterdag 13 maart                                                                   | zondag 14 maart                                                                            |
| --------------------------------------------------------------------- | ----------------------------------------------------------------------------------- | ------------------------------------------------------------------------------------------ |
| 500 m meisjes (1) * 500 m jongens (1) * 1500 m meisjes 3000 m jongens | 500 m jongens (2) 1000 m meisjes 1500 m jongens 3000 m meisjes ** 5000 m jongens ** | 500 m meisjes (2) 1000 m jongens Ploegenachtervolging meisjes Ploegenachtervolging jongens |

* 1e 500m inclusief de allround deelnemers
** Kwartetstart bij de 3000m meisjes en 5000m jongens

## Nederlandse deelnemers
Nederland werd bij de meisjes vertegenwoordigd door Roxanne van Hemert (titelverdedigster), Lotte van Beek en Yvonne Nauta in het allroundtoernooi en op de afstanden namen ook Floor van den Brandt (500m) en Janine Smit (500/1000/1500m) deel. Aan de ploegenachtervolging namen Van Beek, Van Hemert en Nauta deel. Bij de jongens werd Nederland vertegenwoordigd door Koen Verweij (titelverdediger), Frank Hermans en Maurice Vriend in het allround toernooi en op de afstanden nam Lucas van Alphen deel op de 500 en 1500m. Aan de ploegenachtervolging namen Van Alphen (tijdkwalificatie), Verweij (finale), Hermans en Vriend deel.

## Medaillewinnaars kampioenschappen
| Discipline | Goud                                                                             | Zilver                                                       | Brons                                                                |
| ---------- | -------------------------------------------------------------------------------- | ------------------------------------------------------------ | -------------------------------------------------------------------- |
| 2×500 m    | Artur Nogal                                                                      | Richard MacLennan                                            | Aleksei Bondartsjoek                                                 |
| 1000 m     | Brian Hansen                                                                     | Richard MacLennan                                            | Koen Verweij                                                         |
| 1500 m     | Brian Hansen                                                                     | Koen Verweij                                                 | Antoine Gelinas-Beaulieu                                             |
| 5000 m     | Koen Verweij                                                                     | Brian Hansen                                                 | Antoine Gelinas-Beaulieu                                             |
| Allround   | Koen Verweij                                                                     | Brian Hansen                                                 | Antoine Gelinas-Beaulieu                                             |
| Team       | Noorwegen Håvard Holmefjord Lorentzen Simen Spieler Nilsen Sverre Lunde Pedersen | Zuid-Korea Ha Hang-seon Kim Woo-jin Park Seok-min            | Nederland Lucas van Alphen Frank Hermans Koen Verweij Maurice Vriend |
|            |                                                                                  |                                                              |                                                                      |
| 2×500 m    | Jekaterina Ajdova                                                                | Lotte van Beek                                               | Janine Smit                                                          |
| 1000 m     | Lotte van Beek                                                                   | Hege Bøkko                                                   | Karolína Erbanová                                                    |
| 1500 m     | Lotte van Beek                                                                   | Hege Bøkko                                                   | Karolína Erbanová                                                    |
| 3000 m     | Lotte van Beek                                                                   | Yvonne Nauta                                                 | Jelena Sochrjakova                                                   |
| Allround   | Lotte van Beek                                                                   | Hege Bøkko                                                   | Karolína Erbanová                                                    |
| Team       | Nederland Lotte van Beek Roxanne van Hemert Yvonne Nauta                         | Japan Misaki Oshigiri Miho Takagi Nana Takagi Nana Takahashi | Zuid-Korea Ahn Jee-min Kim Hyun-yung Park Do-yeong                   |

## WK afstanden
500 m jongens
| Rang   | Schaatser            | Land | Totaal  | tijd 1 * | tijd 2 |
| ------ | -------------------- | ---- | ------- | -------- | ------ |
| Goud   | Artur Nogal          | POL  | 1.11,62 | 35,89    | 37,73  |
| Zilver | Richard MacLennan    | CAN  | 1.11,79 | 35,95    | 35,84  |
| Brons  | Aleksei Bondartsjoek | KAZ  | 1.12,08 | 35,93    | 36,15  |
| 4      | Laurent Dubreuil     | CAN  | 1.12,28 | 36,06    | 36,22  |
| 5      | Robert Lawrence      | USA  | 1.12,61 | 36,37    | 36,24  |
| 6      | Shunsuke Nakamura    | JPN  | 1.12,69 | 36,29    | 36,40  |
| 7      | Daniel Greig         | AUS  | 1.12,73 | 36,18    | 36,55  |
| 8      | Kim Woo-jin          | KOR  | 1.13,12 | 36,74    | 36,38  |
| 9      | Anfrei Panov         | RUS  | 1.13,20 | 36,90    | 36,30  |
| 10     | Tommi Pulli          | FIN  | 1.13,48 | 36,81    | 36,67  |
|        |                      |      |         |          |        |
| 16     | Lucas van Alphen     | NED  | 1.14,31 | 37,07    | 37,24  |

500 m meisjes
| Rang   | Schaatsster          | Land | Punten  | Tijd 1 * | Tijd 2 |
| ------ | -------------------- | ---- | ------- | -------- | ------ |
| Goud   | Jekaterina Ajdova    | KAZ  | 1.18,13 | 39,18    | 38,95  |
| Zilver | Lotte van Beek       | NED  | 1.19,23 | 39,63    | 39,60  |
| Brons  | Janine Smit          | NED  | 1.19,25 | 39,70    | 39,55  |
| 4      | Erine Kamiya         | JPN  | 1.19,36 | 39,63    | 39,73  |
| 5      | Ahn Jee-min          | KOR  | 1.19,38 | 39,97    | 39,41  |
| 6      | Floor van den Brandt | NED  | 1.19,57 | 39,66    | 39,91  |
| 7      | Hege Bøkko           | NOR  | 1.19,58 | 39,78    | 39,80  |
| 8      | Kim Hyun-yung        | KOR  | 1.19,69 | 39,85    | 39,84  |
| 9      | Misaki Oshigiri      | JPN  | 1.20,07 | 40,01    | 40,06  |
| 10     | Angelina Golikova    | RUS  | 1.20,19 | 40,23    | 39,96  |

1000 m jongens
| Rang   | Schaatser            | Land | Tijd       |
| ------ | -------------------- | ---- | ---------- |
| Goud   | Brian Hansen         | USA  | 1.10,81    |
| Zilver | Richard MacLennan    | CAN  | 1.10,93    |
| Brons  | Koen Verweij         | NED  | 1.10,97(3) |
| 4      | Laurent Dubreuil     | CAN  | 1.10,97(7) |
| 5      | Aleksei Bondartsjoek | KAZ  | 1.11,20    |
| 6      | Kjetil Stiansen      | NOR  | 1.11,71    |
| 7      | Gilmore Junio        | CAN  | 1.11,79    |
| 8      | Artur Nogal          | POL  | 1.11,98    |
| 9      | Tommi Pulli          | FIN  | 1.12,00    |
| 10     | Shunsuke Nakamura    | JPN  | 1.12,09    |

1000 m meisjes
| Rang   | Schaatser          | Land | Tijd    |
| ------ | ------------------ | ---- | ------- |
| Goud   | Lotte van Beek     | NED  | 1.17,00 |
| Zilver | Hege Bøkko         | NOR  | 1.17,40 |
| Brons  | Karolína Erbanová  | CZE  | 1.18,01 |
| 4      | Janine Smit        | NED  | 1.18,73 |
| 5      | Roxanne van Hemert | NED  | 1.18,86 |
| 6      | Ida Njåtun         | NOR  | 1.18,89 |
| 7      | Ahn Jee-min        | KOR  | 1.18,99 |
| 8      | Kim Hyun-yung      | KOR  | 1.19,00 |
| 9      | Angelina Golikova  | RUS  | 1.19,22 |
| 10     | Jekaterina Ajdova  | KAZ  | 1.19,23 |
|        |                    |      |         |
| 15     | Yvonne Nauta       | NED  | 1.20,03 |

1500 m jongens
| Rang   | Schaatser                | Land | Tijd    |
| ------ | ------------------------ | ---- | ------- |
| Goud   | Brian Hansen             | USA  | 1.46,83 |
| Zilver | Koen Verweij             | NED  | 1.47,96 |
| Brons  | Antoine Gelinas-Beaulieu | CAN  | 1.48,44 |
| 4      | Sverre Lunde Pedersen    | NOR  | 1.49,28 |
| 5      | Ha Hong-seon             | KOR  | 1.49,51 |
| 6      | Tommi Pulli              | FIN  | 1.49,93 |
| 7      | Frank Hermans            | NED  | 1.50,67 |
| 8      | Maurice Vriend           | NED  | 1.50,70 |
| 9      | Li Bailin                | CHN  | 1.50,77 |
| 10     | Richard MacLennan        | CAN  | 1.51,05 |
|        |                          |      |         |
| 13     | Lucas van Alphen         | NED  | 1.51,41 |

1500 m meisjes
| Rang   | Schaatser           | Land | Tijd    |
| ------ | ------------------- | ---- | ------- |
| Goud   | Lotte van Beek      | NED  | 1.57,95 |
| Zilver | Hege Bøkko          | NOR  | 1.59,32 |
| Brons  | Karolína Erbanová   | CZE  | 1.59,77 |
| 4      | Roxanne van Hemert  | NED  | 2.00,20 |
| 5      | Jevgenia Dmitrijeva | RUS  | 2.01,83 |
| 6      | Ida Njåtun          | NOR  | 2.01,85 |
| 7      | Yvonne Nauta        | NED  | 2.02,27 |
| 8      | Miho Takagi         | JPN  | 2.02,54 |
| 9      | Jelena Sochrjakova  | RUS  | 2.02,94 |
| 10     | Janine Smit         | NED  | 2.03,06 |

5000 m jongens
| Rang   | Schaatser                | Land | Tijd    |
| ------ | ------------------------ | ---- | ------- |
| Goud   | Koen Verweij             | NED  | 6.25,15 |
| Zilver | Brian Hansen             | USA  | 6.33,89 |
| Brons  | Antoine Gelinas-Beaulieu | CAN  | 6.34,66 |
| 4      | Sverre Lunde Pedersen    | NOR  | 6.36,82 |
| 5      | Park Seok-min            | KOR  | 6.38,04 |
| 6      | Shota Nakamura           | JPN  | 6.40,04 |
| 7      | Frank Hermans            | NED  | 6.40,17 |
| 8      | Ha Hong-seon             | KOR  | 6.41,91 |
| 9      | Simen Spieler Nilsen     | NOR  | 6.43,32 |
| 10     | Maurice Vriend           | NED  | 6.44,54 |

3000 m meisjes
| Rang   | Schaatser          | Land | Tijd    |
| ------ | ------------------ | ---- | ------- |
| Goud   | Lotte van Beek     | NED  | 4.12,25 |
| Zilver | Yvonne Nauta       | NED  | 4.14,29 |
| Brons  | Jelena Sochrjakova | RUS  | 4.15,50 |
| 4      | Park Do-yeong      | KOR  | 4.16,40 |
| 5      | Hege Bøkko         | NOR  | 4.16,57 |
| 6      | Ida Njåtun         | NOR  | 4.17,40 |
| 7      | Jennifer Bay       | GER  | 4.17,76 |
| 8      | Roxanne van Hemert | NED  | 4.18,76 |
| 9      | Nana Takahashi     | JPN  | 4.19,47 |
| 10     | Tatjana Oesjakova  | RUS  | 4.20,29 |

## WK allround

### Jongens
De klasseringen zijn de resultaten onderling in het allroundtoernooi.
| Rang   | Schaatser                | Land | 500m        | 3000m        | 1500m        | 5000m        | Punten  |
| Goud   | Koen Verweij             | NED  | 36,76 (4)   | 3.43,54 (1)  | 1.47,96 (2)  | 6.25,15 (1)  | 148,517 |
| Zilver | Brian Hansen             | USA  | 36,50 (1)   | 3.47,60 (3)  | 1.46,83 (1)  | 6.33,89 (2)  | 149,432 |
| Brons  | Antoine Gelinas-Beaulieu | CAN  | 36,86 (6)   | 3.49,66 (6)  | 1.48,44 (3)  | 6.34,66 (3)  | 150,748 |
| 4      | Sverre Lunde Pedersen    | NOR  | 37,23 (15)  | 3.47,05 (2)  | 1.49,28 (4)  | 6.36,82 (4)  | 151,179 |
| 5      | Frank Hermans            | NED  | 37,123 (12) | 3.48,47 (4)  | 1.50,67 (7)  | 6.40,17 (7)  | 152,105 |
| 6      | Ha Hong-seon             | KOR  | 36,89 (7)   | 3.53,09 (11) | 1.49,51 (5)  | 6.41,91 (8)  | 152,432 |
| 7      | Park Seok-min            | KOR  | 37,30 (16)  | 3.48,50 (5)  | 1.51,79 (13) | 6.38,04 (5)  | 152,450 |
| 8      | Maurice Vriend           | NED  | 37,41 (17)  | 3.51,18 (8)  | 1.50,70 (8)  | 6.44,54 (9)  | 153,294 |
| 9      | Shota Nakamura           | JPN  | 37,55 (18)  | 3.52,22 (9)  | 1.51,26 (10) | 6.40,04 (6)  | 153,343 |
| 10     | Junya Miwa               | JPN  | 36,54 (2)   | 3.55,45 (14) | 1.52,22 (16) | 6.46,40 (10) | 153,827 |

### Meisjes
De klasseringen zijn de resultaten onderling in het allroundtoernooi.
| Rang   | Schaatsster         | Land | 500m       | 1500m        | 1000m        | 3000m        | Punten  |
| ------ | ------------------- | ---- | ---------- | ------------ | ------------ | ------------ | ------- |
| Goud   | Lotte van Beek      | NED  | 39,63 (2)  | 1.57,95 (1)  | 1.17,00 (1)  | 4.12,25 (1)  | 159,487 |
| Zilver | Hege Bøkko          | NOR  | 39,78 (3)  | 1.59,32 (2)  | 1.17,40 (2)  | 4.16,57 (5)  | 161,014 |
| Brons  | Karolína Erbanová   | CZE  | 39,44 (1)  | 1.59,77 (3)  | 1.18,01 (3)  | 4.25,12 (13) | 162,554 |
| 4      | Roxanne van Hemert  | NED  | 40,24 (9)  | 2.00,20 (4)  | 1.18,86 (4)  | 4.18,76 (8)  | 162,862 |
| 5      | Ida Njåtun          | NOR  | 40,21 (8)  | 2.01,85 (6)  | 1.18,89 (5)  | 4.17,40 (6)  | 163,171 |
| 6      | Jelena Sochrjakova  | RUS  | 40,46 (11) | 2.02,94 (9)  | 1.20,02 (11) | 4.15,50 (3)  | 164,033 |
| 7      | Kim Hyun-yung       | KOR  | 39,85 (4)  | 2.03,56 (12) | 1.19,00 (7)  | 4.22,47 (11) | 164,281 |
| 8      | Miho Takagi         | JPN  | 40,16 (7)  | 2.02,54 (8)  | 1.19,57 (8)  | 4.21,36 (10) | 164,351 |
| 9      | Yvonne Nauta        | NED  | 41,21 (22) | 2.02,27 (7)  | 1.20,03 (12) | 4.14,29 (2)  | 164,362 |
| 10     | Jevgenia Dmitrijeva | RUS  | 40,70 (14) | 2.01,83 (5)  | 1.19,96 (10) | 4.21,03 (9)  | 164,795 |

## Ploegenachtervolging

### Jongens
De ploegenachtervolging voor jongens werd over acht ronden verreden. De twee landen met de snelste tijden streden om goud en zilver, de landen met de derde en vierde tijd streden om het brons.
Kwalificatie
| 1   | Team                  | Tijd         |
| --- | --------------------- | ------------ |
| 1   | Team Noorwegen        | 3.50,02 WRjr |
| 2   | Team Zuid-Korea       | 3.52,56      |
| 3   | Team Nederland        | 3.53,20      |
| 4   | Team Verenigde Staten | 3.57,20      |
| 5   | Team Duitsland        | 3.57,93      |
| 6   | Team Rusland          | 3.58,43      |
| 7   | Team Japan            | 3.59,65      |
| 8   | Team China            | 4.02,18      |
| 9   | Team Canada           | 4.03,52      |
| 10  | Team Italië           | 4.05,98      |
| 11  | Team Kazachstan       | 4.12,77      |
| 12  | Team Polen            | 4.13,12      |
| DNS | Team Wit-Rusland      |              |

Finales
| Rit          | Team I         | Tijd    | Tijd    | Team O                |
| ------------ | -------------- | ------- | ------- | --------------------- |
| 3e/4e plaats | Team Nederland | 3.53,09 | 3.59,04 | Team Verenigde Staten |
| 1e/2e plaats | Team Noorwegen | 3.54,54 | 3.54,57 | Team Zuid-Korea       |

### Meisjes
De ploegenachtervolging voor meisjes werd over zes ronden verreden. De twee landen met de snelste tijden streden om goud en zilver, de landen met de derde en vierde tijd streden om het brons.
Kwalificatie
| 1  | Team                  | Tijd    |
| -- | --------------------- | ------- |
| 1  | Team Nederland        | 3.07,88 |
| 2  | Team Japan            | 3.09,68 |
| 3  | Team Zuid-Korea       | 3.11,17 |
| 4  | Team Canada           | 3.11,48 |
| 5  | Team Rusland          | 3.11,67 |
| 6  | Team Duitsland        | 3.13,77 |
| 7  | Team China            | 3.14,06 |
| 8  | Team Kazachstan       | 3.14,87 |
| 9  | Team Italië           | 3.16,91 |
| 10 | Team Roemenië         | 3.23,90 |
| 11 | Team Verenigde Staten | 3.23,94 |
| 12 | Team Polen            | 3.26,35 |
| 13 | Team Noorwegen        | 3.31,73 |

Finales
| Rit          | Team I          | Tijd         | Tijd    | Team O      |
| ------------ | --------------- | ------------ | ------- | ----------- |
| 3e/4e plaats | Team Zuid-Korea | 3.09,78      | 3.11,17 | Team Canada |
| 1e/2e plaats | Team Nederland  | 3.08,35 WRjr | 3.14,52 | Team Japan  |